# Dromiacea
Dromiacea is een sectie van krabben en omvat de volgende superfamilies:
- Dakoticancroidea  † Rathbun, 1917
- Dromioidea  De Haan, 1833
- Eocarcinoidea  † Withers, 1932
- Glaessneropsoidea  † Patrulius, 1959
- Homolodromioidea Alcock, 1900
- Homoloidea De Haan, 1839